# Strindbergmuseum Saxen

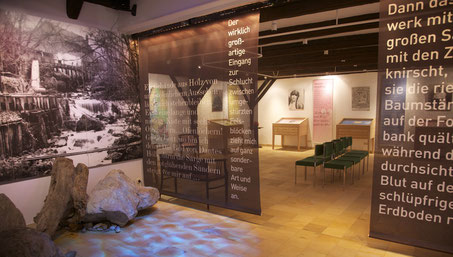
Eingangsbereich

Das Strindbergmuseum Saxen befindet sich im Markt Saxen im Machland im Bezirk Perg in Oberösterreich. Es ist das einzige Strindbergmuseum außerhalb Schwedens und wird vom Kulturverein Saxen geführt.

## Beschreibung

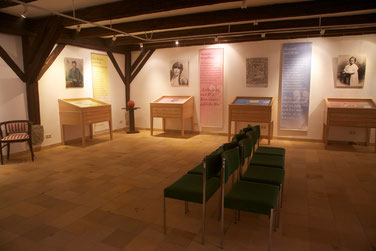
Vitrinen

Das Museum entstand 1997 auf Initiative von Friedrich Buchmayr, der auch die Konzeption dafür lieferte, und der Gemeinde Saxen.
Im Mittelpunkt stehen August Strindbergs Aufenthalte in Saxen und Klam zwischen 1893 und 1896 und die im Zusammenhang damit entstandenen Werke. Strindberg war 1893 bis 1897 mit Maria Friederike Uhl (Frida) verheiratet. Er wohnte zeitweilig im Schloss Dornach beziehungsweise einem Nebengebäude des Schlosses und, nachdem die Ehe zerrüttet war, in einem Gasthauszimmer in Klam (Rosenzimmer beim Kirchenwirt).
Zu sehen sind im Museum unter anderem eine Reihe von Originalbriefen und -manuskripten, zeitgenössische Fotos und das seinerzeit von ihm angekaufte Klavier.
Motive aus der Region, wie beispielsweise ein Wasserfall in der Klamschlucht, wurden von Strindberg, der sich auch als Maler betätigte, als Vorbild genommen. Andere, wie beispielsweise die Hammerschmiede, das Naturdenkmal Leonstein, die Bergmayr-Mühle und der Saustall, fanden Eingang in seine Romane. Im fünfzehnten Kapitel seines Werks Inferno schildert er die Visionen, die er während eines Spaziergangs durch die Klamschlucht erlebt.
2009 wurde der Kulturwanderweg Strindberg-Klamschlucht ausgeschildert, der von Saxen nach Klam führt. Das  Museum befindet sich weiters am Donausteig und am Donauradweg.

## Auszeichnungen
- Museum des Monats Mai 2007 (Ehrenurkunde wird an qualitativ hochwertige und innovative Museen vom Oberösterreichischen Museumsverbund vergeben)[3]

- Strindbergpreis 1998, verliehen vom Strindbergmuseum in Stockholm[4]